# ريتشارد والتر داري
ريتشارد والتر داري، إسمه عند الولادة ريكاردو فالتر أوسكار داري (14 يوليو 1895 - 5 سبتمبر 1953)، أحد أبرز أيديولوجيين «الدم والتربة» النازيين (بالألمانية: Blut und Boden) وعمل كوزير للأغذية والزراعة في الرايخ من عام 1933 إلى 1942. لقد كان موظفًا رفيع المستوى في قوات الأمن الخاصة وسابع أكبر قائد في المنظمة.

## حياة سابقة
ولد داري في بيلجرانو،  في حي بوينس آيرس، في الأرجنتين لريتشارد أوسكار داري، وهو ألماني من أصل هوغونوتيون (ولد في 10 مارس 1854، برلين؛ توفي في 20 فبراير 1929، فيسبادن)  وإميليا بيرتا إليونور، ني لاغرين (من مواليد 23 يوليو 1872 في بوينس آيرس لأب سويدي المولد وأم ألمانية المولد؛ توفي 20 يوليو 1936 في باد بيرمونت). انتقل والده إلى الأرجنتين في عام 1888 كشريك لتجار الجملة / الاستيراد الألمانية الدولية Engelbert Hardt & Co. على الرغم من أن زواج والديه لم يكن سعيدًا (تذكر ريتشارد فالتر والده بأنه يشرب الخمر وعاطفة أنثى )، إلا أنهما عاشا في رخاء حتى اضطروا إلى العودة إلى ألمانيا. العلاقات الدولية في السنوات التي سبقت الحرب العالمية الأولى. اكتسب داري طلاقة في أربع لغات: الإسبانية والألمانية والإنجليزية والفرنسية.
تزوج مرتين. في عام 1922، تزوج من ألما شتات،  وهd صديقm لأخته إلسي. أنتج الزواج ابنة واحدة، أنيليس، مواليد 1923. طلق ألما في عام 1927، وفي عام 1931 تزوج من شارلوت فراين فون فينغهوف شيل. الزواج الثاني أنتج أيضا ابنة واحدة، إلين، مواليد 1938.

## كعضو في الحزب النازي
في يوليو 1930، بعد أن قدمه بول شولتسه-ناومبورغ إلى أدولف هتلر، انضم داري إلى الحزب النازي وقوات الأمن الخاصة. كان رقمه في الحزب هو 248256 وكان رقم عضويته في قوات الأمن الخاصة 6888.

## بعد الحرب
في عام 1945، اعتقلت السلطات الأمريكية داري في Flak-Kaserne Ludwigsburg وحاكمته في محاكمات نورمبرغ اللاحقة كواحد من 21 مدعى عليهم في محاكمة الوزارات، والمعروفة أيضًا باسم محاكمة فيلهلمستراسي (1947-1949).
تم اتهامه بموجب التهم التالية:
- التهمة الأولى: المشاركة في تخطيط وإعداد وبدء وشن حروب عدوانية وغزو البلدان الأخرى. وجد غير مذنب.
- التهمة الثانية: التآمر لارتكاب جرائم ضد السلام وجرائم ضد الإنسانية: تم رفض التهمة، ووجدت المحكمة أنه لم يتم تقديم أي دليل.
- التهمة الرابعة: الجرائم ضد الإنسانية، المتعلقة بالجرائم المرتكبة ضد المواطنين الألمان من 1933 إلى 1939. ورفضت التهمة بناء على حجج محامي الدفاع.
- التهمة الخامسة: الفظائع والجرائم المرتكبة ضد السكان المدنيين بين عامي 1938 و1945. مذنب.
- التهمة السادسة: النهب. مذنب.
- التهمة السابعة: عمل الرقيق. وجد غير مذنب.
- التهمة الثامنة: العضوية في المنظمات الإجرامية. مذنب.

حكم على داري بالسجن سبع سنوات في سجن لاندسبيرج. تم إطلاق سراحه في عام 1950 وأمضى سنواته الأخيرة في باد هاغزبورغ. توفي في مستشفى ميونيخ، في 5 سبتمبر 1953، بسبب سرطان الكبد. دفن في غوسلار.

## روابط خارجية
- ريتشارد والثر دارى على موقع مونزينجر (الألمانية)
- ريتشارد والثر دارى على موقع ديسكوغز (الإنجليزية)